# 中央アフリカ共和国の国旗
中央アフリカ共和国の国旗（ちゅうおうアフリカきょうわこくのこっき）は、独立前の1958年12月1日に制定された。
フランス領ウバンギ・シャリがフランス共同体内の自治共和国となり、中央アフリカ共和国に改称した際に、ブラックアフリカ社会進歩党の党首であり、自治共和国の首相となったバルテレミー・ボガンダ（Barthélemy Boganda）が自らデザインした。ボガンダは周辺の旧フランス植民地を統合した連邦国家を形成する「ラテン・アフリカ構想」を提唱し、その思いを国旗に託した。最上部の青はコンゴと大西洋を、白はチャドと主要産品の綿を、緑はガボンと森林を、黄は中央アフリカを表し、中央の赤いラインは団結、黄色の星は自由のシンボルであるという。その後、ボガンダは完全独立寸前に航空機事故で死亡し、ラテン・アフリカ構想も成らなかった。

?中央アフリカ帝国の皇帝旗